# Puni
Punsko ljudstvo ali Zahodni Feničani so bili skupina semitskih ljudstev v zahodnem Sredozemlju, ki izvirajo iz Feničanov z obal zahodne Azije. V sodobni znanosti se izraz 'Punski' – latinski ekvivalent izraza, ki izhaja iz Grčije, 'Feničanski' – uporablja izključno za označevanje Feničanov v zahodnem Sredozemlju, po liniji grškega vzhoda in latinskega zahoda.
Največje punsko naselje je bila starodavna Kartagina (v bistvu sodobna Tunizija ), vendar so obstajala še druga naselja ob severnoafriški obali od Leptis Magne v sodobni Libiji do Atlantika, pa tudi zahodna Sicilija, južna Sardinija, južna in zahodna obala Iberskega polotoka, Malta in Ibiza . Njihov jezik, punski, je bil narečje feničanskega, ki je severozahodno semitski jezik, ki izvira iz Levanta . 
Prvi Feničani so se naselili v zahodnem Sredozemlju v obliki postojank trgovskih mrež, povezanih s Tirom, Arvadom, Biblosom, Beritusom, Ekronom in Sidonom v sami Feniciji. Čeprav so bile povezave s Fenicijo ohranjene skozi vso svojo zgodovino, so razvili tudi tesne odnose z drugimi ljudstvi zahodnega Sredozemlja, kot so Sicilijanci, Berberi, Grki in Iberci, ter razvili nekatere kulturne lastnosti, ki se razlikujejo od tistih v njihovi feničanski domovini. Nekatere od teh so si delili vsi zahodni Feničani, druge pa so bile omejene na posamezne regije znotraj punske sfere.
Zahodni Feničani so bili razporejeni v množico samoupravnih mestnih držav. Kartagina je do petega stoletja pred našim štetjem postala največja in najmočnejša od teh mestnih držav in je v četrtem stoletju pred našim štetjem pridobivala vse tesnejši nadzor nad Punsko Sicilijo in Sardinijo, vendar so skupnosti v Iberiji ostale izven njihovega nadzora do druge polovice tretjega stoletja pr.n.š.. Med punskimi vojnami (264–146 pr.n.št.) so Rimljani izpodbijali kartažansko hegemonijo v zahodnem Sredozemlju, kar je doseglo vrhunec z uničenjem Kartagine leta 146 pr.n.št., a punski jezik in punska kultura sta se obdržali pod rimsko vladavino in ponekod preživeli. do pozne antike .
Angleški pridevnik "Punski" se v znanosti uporablja za označevanje zahodnih Feničanov. Lastna samostalnika "Punski" in "Puni" sta bila uporabljena v 16. stoletju, vendar sta zastarela in v trenutni rabi ni lastnega samostalnika. "Punski" izhaja iz latinskega poenus in punicus, ki so se večinoma uporabljali za sklicevanje na Kartažane in druge zahodne Feničane. Ti izrazi izhajajo iz starogrške besede Φοῖνιξ ( "Phoinix" ), množinska oblika Φοίνικες ( "Phoinikes" ), ki se je neselektivno uporabljala za sklicevanje na zahodne in vzhodne Feničane. Latinščina si je pozneje še drugič izposodila grški izraz kot "Phoenix" , množinska oblika "Phoenices" , ki se tudi uporabljal  neselektivno.
Numizmatični dokazi s Sicilije kažejo, da so nekateri zahodni Feničani uporabljali izraz "Phoinix",  vendar ni jasno, kateri izraz (če sploh) so uporabljali zase. Odlomek iz Avguština je bil pogosto razložen tako, da nakazuje, da so se imenovali "Chanani" ("Kanaanci").
V sodobni znanosti se izraz "punski" uporablja izključno za označevanje Feničanov v zahodnem Sredozemlju. Posebne punske skupine se pogosto omenjajo z besednimi zvezami, na primer 'siculo-punski' ali 'sardo-punski'. Ta praksa ima starodavne korenine: helenistični grški avtorji so punske prebivalce Severne Afrike („Libija“) včasih omenjali kot „Libi-Feničane“.

## Pregled
Tako kot drugi feničanski ljudje sta bila njihova urbanizirana kultura in gospodarstvo močno povezana z morjem. V tujini so vzpostavili nadzor nad nekaterimi obalnimi regijami berberske severozahodne Afrike v današnji Tuniziji in Libiji ter Sardiniji, Siciliji, Ibizi (Ebusus), Malto in drugimi majhnimi otoki v zahodnem Sredozemlju. Na Sardiniji in Siciliji so imeli močne gospodarske in politične vezi z neodvisnimi staroselci v zaledju. Njihova pomorska prisotnost in trgovina se je razširila po celotnem Sredozemlju in širše, do Atlantske Iberije, Britanskih otokov, Kanarskih otokov.
Tehnični dosežki punskega ljudstva v Kartagini vključujejo razvoj nebarvanega stekla in uporabo jezerskega apnenca za izboljšanje čistosti železa .
Večina punske kulture je bila uničena kot posledica punskih vojn med Rimom in Kartagino od 264 do 146 pr.n.š. toda ostanki jezika, vere in tehnologije se lahko najde v Afriki v času zgodnjega krščanstva od 325 do 650. Po punskih vojnah so Rimljani uporabljali izraz punski kot pridevnik, ki pomeni zahrbten.

## Distribucija

### Tunizija
Tunizija je bila med območji, naseljenimi med prvim valom feničanske ekspanzije na zahod, z ustanovitvijo Utike in Hipona (Hippo Regius) okoli konca dvanajstega stoletja.  Nadaljnja feničanska naselja so bila ustanovljena v naslednjih stoletjih, vključno s Bizerte (Hippo Diaritus) in Hadrumetuma .
Grški literarni viri in arheološki dokazi datirajo ustanovitev Kartagine na mestu sodobnega Tunisa v pozno deveto stoletje pred našim štetjem. Literarni viri ustanovitev pripisujejo skupini tirskih beguncev, ki jih vodi Didona in jih spremljajo Ciprčani. Pri novih naselbinah je značilna osredotočenost verskega kulta na boginjo Tanit in boga Baal Hammona, razvoj nove verske strukture, tofeta, in izrazita stopnja kozmopolitizma. 
Kartagina je pridobila neposreden nadzor nad polotokom Bon, upravljala je kamnolom peščenjaka v El Haouarii od sredine sedmega stoletja in ustanovila mesto Kerkuan v zgodnjem šestem stoletju. Pokrajina je bila zelo rodovitna in je Kartagini omogočila, da je bila ekonomsko samozadostna. Najdišče Kerkouane je bilo obsežno izkopano in predstavlja najbolj znan primer punskega mesta iz Severne Afrike.
Punski nadzor je bil razširjen tudi v notranjost nad Libijce . Punski vpliv na regije v notranjosti je viden od zgodnjega šestega stoletja, zlasti v 
Altiburošu (Altiburosu), kjer se v tem času pojavljajo punske gradbene tehnike in rdečkasta keramika.  Oboroženi spopadi z Libijci so prvič izpričani v zgodnjem petem stoletju, več uporov pa je bilo izpričanih v četrtem stoletju (398, 370, 310-307 pr.n.št.). V poznem četrtem stoletju Aristotel poroča, da so Kartažani reševali lokalno nezadovoljstvo tako, da so revne državljane preselili v mesta v Libiji.   Te naselbine so morale zagotavljati davek in vojaško delovno silo, kadar je bilo potrebno, vendar so ostala samoupravna. Obstaja nekaj onomastičnih dokazov o medsebojnih porokah med Puni in Libijci v četrtem in tretjem stoletju pred našim štetjem.

### Sardo-punski
Od 8. stoletja pred našim štetjem so Feničani ustanovili več mest in utrdb na strateških točkah na jugu in zahodu Sardinije, pogosto na polotokih ali otokih v bližini ustja, lahkih za obrambo in naravnih pristanišč, kot so Taros, Bitija, Sulci, Nora in Caralis ( Cagliari ). Na severu, vzhodni obali in notranjosti otoka je še naprej prevladovala domorodna nuragijska civilizacija, katere odnosi s sardo-punskimi mesti so bili mešani, vključno s trgovinskimi in vojaškimi spopadi. Medsebojne poroke in kulturno mešanje so potekale v velikem obsegu. Prebivalci sardo-punskih mest so bili mešanica feničanskega in nuragijskega izvora, pri čemer so slednji predstavljali večino prebivalstva.  Sardinija je imela poseben položaj, ker je bila osrednja v zahodnem Sredozemlju med Kartagino, Španijo, reko Rono in območjem etruščanske civilizacije. Območje rudarjenja Iglesiente je bilo pomembno za kovine svinec in cink .
Otok je prišel pod prevlado Kartagine okoli leta 510 pred našim štetjem, po prvem poskusu osvojitve leta 540 pred našim štetjem, ki se je končal neuspešno. Svoj vpliv so razširili na zahodno in južno obalo od Bose do Caralisa, pri čemer so utrdili obstoječa feničanska naselja, ki so jih upravljali pooblaščenci imenovani Suffetes, in ustanovili nova, kot so Olbia, Cornus in Neapolis ;  Taros je bil verjetno glavno središče.  Kartagina je spodbujala pridelavo žita in žit ter prepovedala sadno drevje. Taros, Nora, Bitija, Monte Sirai itd. so zdaj pomembna arheološka najdišča, kjer je mogoče preučevati punsko arhitekturo in načrtovanje mest.
Leta 238 pr.n.št., po prvi punski vojni, so Rimljani zavzeli celoten otok in ga vključili v provinco Korziko in Sardinijo pod pretorjem. Obstoječe strukture moči, infrastruktura in urbanizirana kultura so ostale večinoma nespremenjene. Leta 216 pred našim štetjem sta dva sardo-punska uglednika iz Cornusa in Tarosa, Hampsicora in Hano, vodila upor proti Rimljanom. Punska kultura je ostala močna v prvih stoletjih rimske dominacije, vendar so sčasoma državljanske elite sprejele rimske kulturne prakse in latinščina je postala najprej prestižni jezik in nato govor večine prebivalcev. 

### Ibiza
Otok Ibiza je dobil ime iz feničanske    , ʾBŠM,  "Posvečeno Bes ".   (latinsko Ebusus ). Mesto, feničansko naselje Sa Caleta, ki je bilo izkopano, je bilo ustanovljeno sredi sedmega stoletja. Diodor datira to ustanovitev v leto 654 pred našim štetjem in jo pripisuje Kartažanom.  

## Zgodovina
Punska religija je temeljila na religiji njihovih feničanskih prednikov, ki so častili Baala Hamona in Melkarta, vendar so feničanske ideje združili z numidijskimi ter nekaterimi grškimi in egiptovskimi božanstvi, kot so Apolon, Tanit in Dioniz, pri čemer je bil Baal Hammon očitno najpomembnejši punski. Bog. Punska kultura je postala talilni lonec, saj je bila Kartagina veliko trgovsko pristanišče, vendar so Kartažani ohranili nekaj svojih starih kulturnih identitet in praks.
Kartažani so iz svoje baze v Kartagini izvedli pomembna raziskovanja morja po Afriki in drugod. V 5. stoletju pr.n.š., je Hano Navigator igral pomembno vlogo pri raziskovanju obalnih območij današnjega Maroka in drugih delov afriške obale, pri čemer je posebej opozoril na podrobnosti avtohtonih ljudstev, kot tistega pri  Essaouira.  Kartažani so pritiskali proti zahodu do Atlantika in med drugim ustanovili pomembna naselja v Lixusu, Volubilisu, Chelahu in Mogador.

#### Grško-punske in rimsko-punske vojne
Ker so bili trgovski tekmeci z Magna Graecia, so imeli Kartažani v sicilijanskih vojnah med 600 in 265 pr.n.š. več spopadov z Grki zaradi otoka Sicilije.
Na koncu so se borili tudi proti Rimu v punskih vojnah 265–146 pr.n.št., a izgubili, ker so bili številčno omejeni, a nadarjeni poveljniki. Leta 202 pr.n.š. jih je v Afriki močno premagal Scipion Africanus. To je omogočilo rimsko naselitev Afrike in končno prevlado nad Sredozemskim morjem. Katon starejši je vse svoje govore, ne glede na temo, slavno končal z imperativom, da se Kartagino popolnoma uniči, kar je v latinščini povzeto z besedno zvezo Praeterea censeo Carthaginem esse delendam, kar pomeni: "Poleg tega izjavljam, da je treba Kartagino uničiti!" 

### 146 pr.n.št.–700 n.št
S popolnim porušenjem mesta Kartagine pa ni bilo konec Kartažanov. v severozahodni Afriki so bila še druga punska mesta, sama Kartagina pa je bila obnovljena in ponovno pridobila določen pomen, a je bila senca njenega starodavnega vpliva. 
Ljudje punskega izvora so ponovno uspevali kot trgovci in celo politiki rimskega cesarstva. Septimij Sever, rimski cesar in ponosni punec, naj bi govoril latinsko s punskim naglasom. Pod njegovo vladavino so se Kartažani dvignili v elite in njihova božanstva so vstopila v njihov imperialni kult. Kartagino je okoli 46 pr.n.št. obnovil  Julij Cezar in naselja v okolici so podelili vojakom, ki so se upokojili iz rimske vojske. Kartagina je ponovno uspevala in celo postala trgovsko mesto številka dve v rimskem cesarstvu, dokler tega položaja ni prevzel Konstantinopel .
Ko se je krščanstvo širilo v rimskem cesarstvu, je bilo še posebej uspešno v severozahodni Afriki, Kartagina pa je postala krščansko mesto, še preden je bilo krščanstvo zakonito. Sveti Avguštin, rojen v Tagasteju (današnja Alžirija ), se je imel za punca in je v svojem pisanju pustil nekaj pomembnih refleksij o punski kulturni zgodovini. Eden od njegovih bolj znanih odlomkov se glasi: "Odlično je, da punski kristjani krst imenujejo nič drugega kot ' rešenje ', zakrament Kristusovega telesa pa nič drugega kot ' življenje '". 
Zadnji ostanki izrazite punske kulture so verjetno izginili nekje v kaosu med padcem Zahodnega rimskega cesarstva . Demografske in kulturne značilnosti regije so temeljito spremenili burni dogodki, kot so vojne Vandalov z Bizantinci. 